# 20e division SS (estonienne no 1)
La 20e division SS (estonienne no 1) ou la division « Estonie » (appellation allemande : la 20. Waffen-Grenadier-Division der SS (estnische Nr. 1) ; soit en traduction littérale : « 20e division d'infanterie de la SS (estonienne no 1) ») — en estonien : 20. relvagrenaderide SS-diviis / 20. Eesti SS-vabatahtlike diviis — est l'une des 38 divisions de la Waffen-SS durant la Seconde Guerre mondiale.
Une grande partie de la troupe et des officiers était composée de volontaires estoniens et d’Estoniens en cours de service militaire dans leur pays. Logiquement, elle est principalement intervenue sur le front russe.

## Création
Elle est créée le 24 janvier 1944, avec la base des volontaires de la 3. Estnische SS-Freiwilligen-Brigade (la 3e brigade SS de volontaires estoniens). La brigade était alors sous commandement de la Wehrmacht-Heerestruppe - XVI. Armee.
Le recrutement de volontaires estoniens dans les forces allemandes commence vers la fin de l'année 1942, avec la mise en place de la Légion estonienne (Estnische Legion, en allemand), créée le 1er octobre 1942. 
Cette unité, socle de ce qui devient la division SS un peu plus d'un an plus tard est forte de douze sections de combat ou de commandement réparties en trois compagnies.

## Recrutement
Le recrutement se fait principalement parmi des Volksdeutsche de la Baltique, des Estoniens et des membres de la police auxiliaire estonienne.

## Emblème
Un glaive avec l’initiale de Eesti, qui veut dire « estonien ».

## Effectif
L'unité compte 5 099 hommes en décembre 1943, juste avant la formation effective de la division SS.

## Ordre de marche et dénominations successives
| Date              | Nom                                                                   | Corps d'armée                        | Garnison                    | Articulation                                 |
| ----------------- | --------------------------------------------------------------------- | ------------------------------------ | --------------------------- | -------------------------------------------- |
| 1er octobre 1942  | Estnische Legion                                                      |                                      | Debica (Pologne)            | I . 1-4 , II . 5-8 , III . 9-12 ,            |
| 3 mars 1943       | SS Panzergrenadier Battalion « Narwa »                                |                                      |                             |                                              |
|                   | Estnische SS-Freiwilligen-Brigade                                     |                                      |                             |                                              |
| 22 octobre 1943   | 3. Estnische SS-Freiwilligen-Brigade                                  | Wehrmacht Heerstruppe - 16. Armee    |                             |                                              |
| 24 janvier 1943   | 47. SS Freiwilligen Grenadier Regiment (Estniches Nr. 3)              | 3. Estnische SS Freiwilligen Brigade |                             |                                              |
| 22 octobre 1943   | 53. SS PanzerJager Arbeits                                            | 3. Estnische SS Freiwilligen Brigade | Staraja Russa (Russie)      |                                              |
| 22 octobre 1943   | 53. SS Artillerie Abteilung                                           | 3. Estnische SS Freiwilligen Brigade | Staraja Russa (Russie)      |                                              |
| 22 octobre 1943   | 53. SS Flak Abteilung                                                 | 3. Estnische SS Freiwilligen Brigade | Staraja Russa (Russie)      |                                              |
| 22 octobre 1943   | 53. SS Feldersatz Battalion                                           | 3. Estnische SS Freiwilligen Brigade | Staraja Russa (Russie)      |                                              |
| 1er novembre 1943 | 33. Ersatz Battalion (33. SS Grenadier Ausbiden)                      | 3. Estnische SS Freiwilligen Brigade | Débica (Pologne)            |                                              |
| 12 novembre 1943  | 45. SS Freiwilligen Grenadier Regiment (Estniches Nr. 1)              | 3. Estnische SS Freiwilligen Brigade |                             | I . 1-4 , II . 5-8 , III . 9-14              |
| 12 novembre 1943  | 46. SS Freiwilligen Grenadier Regiment (Estnisches Nr. 2)             | 3. Estnische SS Freiwilligen Brigade |                             | I . 1-4 , II . 5-8 , III . 9-14              |
|                   | 53. Brigade Einheiten (53. Nachrischen Kompanie)                      | 3. Estnische SS Freiwilligen Brigade | Staraja Russa (Russie)      |                                              |
| 24 janvier 1944   | 20. Waffen-Grenadier-Division der SS (Estniches Nr. 1)                |                                      |                             |                                              |
| 24 janvier 1944   | 20. SS Fusilier Battalion (Panzergrenadier Battalion « Narwa »)       | 20. Waffen Grenadier Division der SS | Pernau (Parnu) (Estonie)    |                                              |
| 24 janvier 1944   | 20. SS Feldersatz Battalion                                           | 20. Waffen Grenadier Division der SS |                             |                                              |
| 24 janvier 1944   | 20. SS PanzerJager Abteilung                                          | 20. Waffen-Grenadier-Division der SS |                             | 3. Cie                                       |
| 24 janvier 1944   | 20. Waffen Artillerie Regiment der SS (Estnisches Art. Rgt. Nr. 1)    | 20. Waffen Grenadier Division der SS |                             | I . 1-3. , II . 4-6 , III . 3-9 , IV . 10-12 |
| 24 janvier 1944   | 20. SS Freiwilligen Flak Abteilung                                    | 20. Waffen Grenadier Division der SS | Neuhammer (Pologne)         | 3. Bttr.                                     |
| 24 janvier 1944   | 20. SS Freiwilligen Pioneer Battalion                                 | 20. Waffen Grenadier Division der SS |                             | 2 Cie                                        |
| 24 janvier 1944   | 20. SS Nachrichten Abteilung                                          | 20. Waffen Grenadier Division der SS |                             | 2 Cie                                        |
| 24 janvier 1944   | 20. Kdr. der SS Division Naschschubtruppen (20. Versorgungs Regiment) | 20. Waffen Grenadier Division der SS |                             |                                              |
| 15 avril 1944     | 20. SS Grenadier Ausb.                                                | 20. Waffen Grenadier Division der SS | Klooga (Estonie)            | I . 1-4 , II . 5-8 plus I . 1-2              |
| 6 octobre 1944    | 45. Waffen-Grenadier-Regiment der SS (Estniches Nr. 1)                | 20. Waffen Grenadier Division der SS | Neuhammer (Pologne)         | I . 1-4 , II . 5-8 , III . 9-14              |
| 6 octobre 1944    | 46. Waffen Grenadier Regiment der SS (Estnisches Nr. 2)               | 20. Waffen Grenadier Division der SS | Neuhammer (Pologne)         | I . 1-4 , II . 5-8 , III . 9-14              |
| 6 octobre 1944    | 47. WaffenGrenadier Regiment der SS (Estnisches Nr. 3)                | 20. Waffen Grenadier Division der SS | Neuhammer (Pologne)         | I . 1-4 , II . 5-8 , III . 9-14              |
| 1944              | 20. SS Wirtschafts Battalion (20. Verwaltungstruppen Abteilung)       | 20. Waffen Grenadier Division der SS |                             |                                              |
|                   | 1./6. Estnische Grenzschutz Regimenten (Polizei)                      | 20. Waffen Grenadier Division der SS |                             |                                              |
|                   | Estnische Regiment « Reval »                                          | 20. Waffen Grenadier Division der SS | Fellin (Viljandi) (Estonie) |                                              |
|                   | Estnische Selbstschutz Regimenten                                     | 20. Waffen Grenadier Division der SS | Kivi (Estonie)              |                                              |
| Avril 1945        | 20. Bau-Battalion (20. SS Div.)                                       | 20. Waffen Grenadier Division der SS |                             | 3 Cie                                        |

- Le 20. SS Grenadier Ausb. ou 20. Ersatz Einheit, était une unité de gardiens de camp de concentration, cette unité était chargée de la surveillance du camp de concentration de Klooga (Estonie).
- Le 20. SS Fusilier Battalion (ou 20. SS Freiwilligen Division Fuslier Battalion / ou également Panzergrenadier-Battalion « Narwa »), était l’unité la plus connue de la division, elle a été créée dès le début des recrutements de volontaires estoniens en étant le premier bataillon de la Légion estonienne en 1942, puis en 1943 est devienue le bataillon « Narwa ». Tout au long de la guerre, les anciens de la Légion estonienne restent dans cette unité. En juillet 1944, le peu d'effectifs restant est reversé au 10. SS-Panzergrenadier-Regiment « Westland » (de la 5e division SS « Wiking »), en tant que 3e compagnie du régiment.

## Commandants
- Du 20 août 1942 au 19 mars 1945 : le SS-Brigadeführer und Generalmajor der Waffen-SS Franz Augsberger
- Le 19 mars 1945 : le SS-Sturmbannführer Hans-Joachim Mützelfeldt
- Du 20 mars au 8 mai 1945 : le SS-Brigadeführer und Generalmajor der Waffen-SS der Reserve Berthold Maack (de)

## Théâtres d’opérations
Cette division estonienne combat dans la région de Narva, lorsque l'Armée rouge fait reculer les Allemands à partir de la fin de l'été 1944. Elle combat aussi en Estonie, notamment à Porkuni, aux côtés des Wallons, ainsi qu'en Courlande. Elle échappe à l’encerclement puis combat en Pologne et Silésie. Elle disparaît à Prague en 1945, et de nombreux combattants restent dans les maquis des frères de la forêt.

## Histoire récente
Le 20 août 2004, le gouvernement estonien érige le monument de Lihula qui glorifie les légionnaires SS estoniens les considérant plutôt comme anti-bolchéviques et donc aidant à se libérer de la présence soviétique. Le gouvernement estonien de l'époque est obligé dans les jours qui suivent de déplacer le monument, devant les protestations internationales. Il se trouve aujourd'hui au musée d'histoire.
Deux monuments aux volontaires SS estoniens, néerlandais et belges ont été inaugurés le 29 juillet 2006, à l'occasion d'un rassemblement d'anciens combattants de la 20e division organisé à Sinimäe.

## Filmographie
- Frères Ennemis (1944), est un film de guerre dramatique estonien réalisé par Elmo Nüganen et sorti en 2015 ; il est sélectionné pour l'oscar du meilleur film en langue étrangère à la 88e cérémonie des Oscars de 2016.